# لطخية التفاح
لطخية التفاح أو غلودس التفاح أو لطخية دخانية (الاسم العلمي Phyllachora pomigena)، فطر مجهري يركب أفناد التفاح والأجاص. مظهره الخارجي على الافناد بقع كالدخان هيئة ولونًا، لا قياسية الشكل والحجم، متتابعة الاتصال تسبب انصداع البشرة وبعض الأذى. وهو على الثمار بقع سمر لا قياسية الشكل والحجم تركب البشرة فتشهوها دون أن تعطب اللب. يتكاثر ويفتك في الاماكن الحارة المرتفعة الرطوبة النسبية. يُكافح باستعمال محلول بوردو المركز من 0,6 إلى 1% بشرط أن تحصل المكافحة في أبان ظهور الوسم.